# Klouékanmè
Klouékanmè es una comuna beninesa perteneciente al departamento de Kouffo.
En 2013 su población era de 128 597 habitantes, de los cuales 23 763 vivían en el arrondissement de Klouékanmè.
Se ubica unos 15 km al este de Aplahoué.

## Subdivisiones
Comprende los siguientes arrondissements:
- Adjanhonmè
- Ahogbèya
- Aya-Hohoué
- Djotto
- Hondji
- Klouékanmè
- Lanta
- Tchikpé